# Echinotriton
Genre
Echinotriton est un genre d'urodèles de la famille des Salamandridae.

## Répartition
Les trois espèces de ce genre se rencontrent dans l'est de la Chine, à Taiwan et dans le sud du Japon.

## Liste d'espèces
Selon Amphibian Species of the World (15 décembre 2014) :
- Echinotriton andersoni (Boulenger, 1892)
- Echinotriton chinhaiensis (Chang, 1932)
- Echinotriton maxiquadratus Hou, Wu, Yang, Zheng, Yuan & Li, 2014

## Publication originale
- Nussbaum & Brodie, 1982  : Partitioning of the salamandrid genus Tylototriton Anderson (Amphibia: Caudata) a new genus. Herpetologica, vol. 38, p. 320-332.